# Famille Perrodo
La famille Perrodo est une famille de pétroliers français originaire de la Bretagne.
Propriétaires de la compagnie pétrolière Perenco, cette famille bretonne investit depuis quelques années dans la viticulture, la charcuterie halal, et les médias, avec le site web Konbini. Les Perrodo sont une des familles les plus riches de France avec un patrimoine de 9,5 milliards d'euros, même s'il est difficile d'évaluer précisément ses avoirs offshore via ses holdings immatriculées au Luxembourg, aux Bahamas et à Guernesey.

## Famille
Le groupe Perenco est fondé par Hubert Perrodo (1944-2006), auquel a succédé son fils François Perrodo.

### Hubert Perrodo
Hubert Perrodo naît le 25 janvier 1944 à Larmor-Baden dans le Morbihan, en Bretagne. Il est le fils de Hubert Eugène-Félicien Perrodo, pêcheur dans le Morbihan, et de Marie-Vincente Savary. Il épouse une Chinoise de Singapour, Ka Yee Wong, plus tard connue sous le nom de Carrie Perrodo. Ils ont trois enfants : François Hubert Marie Perrodo (né en 1977) ; Nathalie Perrodo-Samani (née en 1980) ; Bertrand Perrodo (né en 1984),.
Hubert Perrodo rate le baccalauréat. En 1967, à bord d'un yacht où il est maître d'hôtel, il fait la connaissance de Jack Walton, propriétaire de Gulf Oil, qui le convainc de l'avenir de l'industrie pétrolière. À partir de 1969, il participe à des forages chez Forex, groupe Schlumberger. Il passe à Comex en 1973. En 1975, il rachète une société par l'intermédiaire de Jean-Michel Runacher (le père de la politicienne Agnès Pannier-Runacher) qu'il recrute pour s'occuper des contrats de forage. Albin Chalandon, président de Elf Aquitaine de 1977 à 1983, finance la création d'une société qui deviendra Perenco, afin d'exploiter les vieux gisements devenus non rentables pour Elf. Il crée une société conjointe avec Omar Bongo et son conseiller Samuel Dossou-Aworet afin d'exploiter des vieux champs pétroliers de Elf, puis d'Amoco et de Shell. Faisant l'objet de sévères contrôles fiscaux en France, il part en 2005 avec sa société en Grande-Bretagne, où il joue au polo,.
Amateur de vins et d'art, il constitue un patrimoine viticole important en acquérant une collection de crus à Margaux : le château Labégorce en 1989, le château de l'Abbé Gorsse de Gorsse en 2002, le Château Labégorce-Zédé en 2005, et le Château Marquis d'Alesme Becker en 2006, ainsi qu'une importante collection de tableaux. Au polo, il remporte le tournoi de la Reine (Queen's Cup) en 2004 avec l'équipe Labégorce.
Il meurt le 29 décembre 2006 dans un accident de randonnée à skis, en descendant de la Dent du Villard au-dessus de Courchevel, à l'âge de 62 ans.

### François Perrodo
François Perrodo est né le 14 février 1977,,. Il est PDG de la société pétrolière Perenco depuis la mort de son père en 2006.
Il est diplômé d'un bachelor de physique de l'Université d'Oxford, Ingénieur de l'École nationale supérieure du pétrole et des moteurs (ENSPM) en 2002 et de l'Institut européen d'administration des affaires (INSEAD) à Singapour. 
Il pratique l'endurance automobile, une forme de compétition de sport automobile, et a participé à plusieurs reprises aux 24 Heures du Mans.

## Fortune
La fortune familiale est essentiellement investie dans Perenco. Il s'y ajoute une diversification des activités hors pétrole, et des biens immobiliers et oeuvres d'art réservés à l'usage personnel de la famille.
En 2024, la famille Perrodo se classe au 15e rang des fortunes professionnelles de France au palmarès du magazine Challenges, avec 9,5 milliards d'euros. 

### Activités professionnelles hors pétrole
- Vin : La famille est propriétaire dans le Bordelais d'environ 150 hectares de vignes via sa holding Pelwyn[16]. Elle détient le château La Tour de Mons (depuis 2019)[17], le Château Marquis d’Alesme (depuis 2006) ainsi que le Château Labégorce (depuis 1989), gérés par Nathalie Perrodo depuis 2006. Les vins sont vendus sous l’appellation d’origine contrôlée Margaux[18].
- BNF Capital, supervisé par Bertrand Perrodo et Jean-Michel Runacher, investit dans des activités de diversification :
  - Médias : Le journal La Lettre A révèle que la famille Perrodo, dissimulée derrière des sociétés luxembourgeoises, est un des principaux actionnaires du média en ligne Konbini[19]. En colère après ces révélations, ils tentent de faire pression sur le journal. En 2022, Konbini est condamné à 6 000 euros de dommages-intérêts pour procédure abusive après avoir tenté une procédure bâillon pour avoir révélé ces informations[20]. Selon Capital, la discrétion de cet investissement réalisé « de manière opaque, via une holding luxembourgeoise […] s’explique peut-être par la réputation controversée de cette famille, en raison de leur utilisation des paradis fiscaux et d’accusations de corruption »[21]. La participation de BNF dans Konbini est cédée à DC Company en février 2024, ce qui occasionne une perte de 46 millions d'euros à BNF[5].
  - Charcuterie : En 2018, via la holding britannique Perwyne, la famille Perrodo achète Ambre Délice[22], le leader français de la charcuterie halal [1].
  - Des cliniques vétérinaires, à travers le fonds Perwyn qui gère 2,5 milliards d'euros d'actifs en 2014[5],[23].
  - Le promoteur immobilier Kronos[5].

### Autres biens familiaux
Outre les biens professionnels mentionnés ci-dessus, ils ont un patrimoine immobilier de luxe important en France et en Angleterre, avec notamment un hôtel particulier sur le Champ-de-Mars (Paris), 6 chalets et des appartements à Courchevel. La collection d'art amassée par Hubert Perrodo comprend des tableaux impressionnistes et des peintres italiens du XVIIe siècle.

### Critiques sur l'opacité de la fortune
Les Perrodo sont mis en cause par une enquête du journal Le Monde, faisant partie des 40 familles les plus riches de France qui auraient placé leur argent au Luxembourg. Ils détiendraient des actifs dans plusieurs autres paradis fiscaux, ce qui rend l'estimation de leur fortune réelle difficile. En 2022, une enquête des médias d'investigation Disclose et Investigate Europe critique l'évasion fiscale de la famille Perrodo dont une partie de la fortune est placée dans des paradis fiscaux avant d'être réinvestie dans des domaines viticoles, l'immobilier, des start-ups européennes ou encore le média en ligne Konbini,.